# 塔尔斯
塔爾斯是日本世嘉遊戲公司音速小子系列中的虚拟角色。 
本名為麥爾斯‧普勞爾，8歲，初登場於8位元版《刺猬索尼克2》是個有兩條尾巴的小狐狸，如同音速小子小弟般的存在。可以藉由兩條尾巴旋轉飛行，其飛行速度接近音速小子。因為天生有兩條尾巴而遭到同伴排擠，在偶然間遇到音速小子後便跟隨他。對於機械有相當高的領悟力。
对塔尔斯的评价普遍正面。它于1992年被《电子游戏月刊》授予“最佳新角色”。

## 其他版本的塔尔斯
音速小子：回家大冒險:
- Tails Nine: 出現於New Yoke City，不同之處為他穿上深灰色衣服，黑色短褲及它七隻機器手臂、穿著白色及深灰色鞋子，左手套是黑白而右手套是全面白色。
- Mangey Tails: 出現於Boscage Maze，如野外動物本性，戴上白樹葉式手套、綠色皮帶、樹葉鞋子及老虎紋。
- Sails Tails: 出現於No Place，採用海盜設計，尾巴有一隻機器手臂、穿上棕色鞋子及手套、白色及藍色頭巾、棕色皮帶。

音速小子漫畫:

## 其他媒體
- 2020年電影《音速小子》片尾登場[2]，為2022年續集《音速小子2》的次要角色，由在遊戲系列中為同一角色配音的科尔琳·维尔拉尔德（Colleen O'Shaughnessey）配音。

## 備註
1. ↑  塔爾斯首次登場於由Aspect（英语：Aspect Co.）開發的8位元版本（即世嘉Master System和Game Gear版本），比可操作的刺猬索尼克2發行早了1個月（歐洲地區於10月率先發行8位元版本）。